# Loricella angasi
Loricella angasi is een keverslakkensoort uit de familie van de Loricidae. De wetenschappelijke naam van de soort is voor het eerst geldig gepubliceerd in 1864 door H. Adams in H. Adams & Angas.